# نادي المدحتية
نادي المدحتية الرياضي هو أحد أندية الدوري العراقي يلعب في الدوري العراقي الدرجة الثالثة ضمن محافظة بابل .